# 4 x 200 meter frisim för herrar i simning vid olympiska sommarspelen 2004
Sammanställda resultaten för 4 gånger 200 meter frisim, herrar vid de Olympiska sommarspelen 2004.

## Rekord
| Världsrekord     | Australien | Fukuoka, Japan     | 7.04,66 | 27 juli 2001      |
| Olympiskt rekord | Australien | Sydney, Australien | 7.07,05 | 19 september 2000 |

## Medaljörer
| Guld:                                                        | Silver:                                                            | Brons:                                                                          |
| USA Michael Phelps Ryan Lochte Peter Vanderkaay Klete Keller | Australien Grant Hackett Michael Klim Nicholas Sprenger Ian Thorpe | Italien Emiliano Brembilla Massimiliano Rosolino Simone Cercato Filippo Magnini |

## Resultat
Från de två kvalheaten gick de 8 snabbaste till final.
Alla tider visas i minuter och sekunder.

Q kvalificerad till nästa omgång

DNS startade inte.

DSQ markerar diskvalificerad eller utesluten.

### Kval

#### Heat 1
1. USA (Scott Goldblatt, Ryan Lochte, Dan Ketchum, Peter Vanderkaay), 7.12,80 Q
2. Tyskland (Johannes Österling, Stefan Herbst, Heiko Hell, Christian Keller) , 7.16,75 Q
3. Kanada (Mark Johnston, Andrew Hurd, Brian Johns, Rick Say), 7.18,05 Q
4. Frankrike (Amaury Leveaux, Fabien Horth, Nicolas Kintz, Nicolas Rostoucher), 7.21,31 Q
5. Kina (Yu Liu, Zuo Chen, Kunliang Zheng, Shaohua Huang), 7.22,87
6. Ukraina (Sergei Fjesenko, Maksim Kokosja, Dmitro Vereitinov, Sergei Advena), 7.24,13
7. Portugal (Luis Monteiro, Adriano Niz, Joao Araujo, Miguel Pires), 7.27,99
8. Mexiko (Josh Ilika Brenner, Alejandro Siqueiros Quiroz, Javier Diaz Gonzalez, Leonardo Salinas Saldana), 7.29,54

#### Heat 2
1. Australien (Todd Pearson, Antony Matkovich, Nicholas Sprenger, Craig Stevens), 7.14,85 Q
2. Storbritannien (Simon Burnett, Ross Davenport, Gavin Meadows, David Carry), 7.17,41 Q
3. Italien  (Matteo Pelliciari, Simone Cercato, Federico Cappellazzo, Massimiliano Rosolino), 7.18,26 Q
4. Grekland (Andreas Zisimos, Dimitrios Manganas, Apostolos Antonopoulos, Nikolaos Xylouris), 7.19,71 Q
5. Brasilien (Rodrigo Castro, Bruno Bonfim, Carlos Jayme, Rafael Mosca), 7.22,70
6. Ryssland (Maxim Kuznetsov, Alexei Zatsepine, Stepan Ganzej, Evgenj Natsvin) , 7.23,97
7. Tjeckien (Michal Rubacek, Kvetoslav Svoboda, Josef Horky, Martin Skacha), 7.26,26
8. Ungern (Tamas Kerekjarto, Balazs Gercsak, Balazs Makany, Tamas Szucs), 7.31,78

### Final
1. USA  (Michael Phelps, Ryan Lochte, Peter Vanderkaay, Klete Keller), 7.07,33 Amerikanskt rekord
2. Australien  (Grant Hackett, Michael Klim, Nicholas Sprenger, Ian Thorpe), 7.07,46
3. Italien  (Emiliano Brembilla, Massimiliano Rosolino, Simone Cercato, Filippo Magnini), 7.11,83
4. Storbritannien (Simon Burnett, Gavin Meadows, David O Brien, Ross Davenport), 7.12,60
5. Kanada (Brent Hayden, Brian Johns, Andrew Hurd, Rick Say), 7.13,33
6. Tyskland (Jens Schreiber, Heiko Hell, Lars Conrad, Christian Keller), 7.16,51
7. Frankrike (Amaury Leveaux, Fabien Horth, Nicolas Kintz, Nicolas Rostoucher), 7.17,43
8. Grekland  (Apostolos Antonopoulos, Dimitrios Manganas, Andreas Zisimos, Nikolaos Xylouris), 7.23,02

## Tidigare vinnare

### OS
- 1896 – 1906: Ingen tävling
- 1908 i London: Storbritannien – 10.55,6
- 1912 i Stockholm: Australien/Nya Zeeland – 10.11,6
- 1920 i Antwerpen: USA – 10.04,4
- 1924 i Paris: USA – 9.53,4
- 1928 i Amsterdam: USA – 9.36,2
- 1932 i Los Angeles: Japan – 8.58,4
- 1936 i Berlin: Japan – 8.51,5
- 1948 i London: USA – 8.46,0
- 1952 i Helsingfors: USA – 8.31,1
- 1956 i Melbourne: Australien – 8.23,6
- 1960 i Rom: USA – 8.10,2
- 1964 i Tokyo: USA – 7.52,1
- 1968 i Mexico City: USA – 7.52,33
- 1972 i München: USA – 7.35,78
- 1976 i Montréal: USA – 7.23,22
- 1980 i Moskva: Sovjetunionen – 7.23,50
- 1984 i Los Angeles: USA – 7.15,69
- 1988 i Seoul: USA – 7.12,51
- 1992 i Barcelona: OSS – 7.11,95
- 1996 i Atlanta: USA – 7.14,84
- 2000 i Sydney: Australien – 7.07,05

### VM
- 1973 i Belgrad: USA – 7.33,22
- 1975 i Cali, Colombia: Västtyskland – 7.39,44
- 1978 i Berlin: USA – 7.20,82
- 1982 i Guayaquil, Ecuador: USA – 7.21,09
- 1986 i Madrid: DDR – 7.15,91
- 1991 i Perth: Tyskland – 7.13,50
- 1994 i Rom: Sverige – 7.17,74
- 1998 i Perth: Australien – 7.12,48
- 2001 i Fukuoka, Japan: Australien – 7.04,66
- 2003 i Barcelona: Australien – 7.08,58